# 湓城街道
湓城街道，是中华人民共和国江西省九江市瑞昌市下辖的一个乡镇级行政单位。为瑞昌市人民政府驻地。2021年11月19日，将湓城街道八里铺、府东、金桥、桃树林、阳光、东方、祥民、龙门、赛湖路、三经路、燕山凹、苏家墩、新民等13个居民委员会和春风村民委员会划归赛湖街道管辖。行政区划代码为360481003。

## 行政区划
湓城街道下辖以下地区：
武庙下社区、望仙桥社区、东街社区、西门口社区、新街社区、杨林湖社区、荆林街社区、李家湾社区、雷家林社区、兵马垄社区、三贤社区、罗湖社区、惠民社区、广场社区和瑞丰村。